# Bitwa pod Cromdale
Bitwa pod Cromdale – starcie zbrojne, które miało miejsce 1 maja 1690 w trakcie powstania Jakobitów w Szkocji.
Bitwa była decydującym starciem Jakobitów z wojskami rządowymi. Siły rządowe dowodzone przez generała Mackaya rozbiły resztki armii Jakobitów dowodzonych przez pułkownika Aleksandra Cannona. Do niewoli trafiło 400 rojalistów. Porażka pod Cromdale przyśpieszyła upadek powstania Jakobitów w Szkocji. Upadek powstania ułatwił Wilhelmowi III uzyskanie wpływów w Szkocji i zwycięstwo prezbiterianizmu.